# 巴迪人
巴迪人，是尼泊爾卡斯人中的不可接觸者團體，主要從事做鼓和樂器演奏(女性則從事賣淫)。在梵文中巴迪是指來自中東的人。
估計有40000-70000個巴迪人生活在尼泊爾，有時被稱為不可接觸者中的不可接觸者，他們幾十年來注定要通過賣淫支持他們貧困的家庭。
他們把自己起源追溯至生活在比哈爾地區的李查維人。該部落後來遷移到尼泊爾。在那裡他們收到土地和金錢，同時提供尼泊爾西部一些小統治者妃嬪。在1950年代尼泊爾民主化後地方上的王族失去了權力，巴迪人失去了靠山，最終變成了以賣淫為生(一些人轉向漁民，勞工)和樂器製造商(巴迪在梵語中是Vadyabadak的意思，即演奏樂器的人)。
在2005年，尼泊爾最高法院命令政府向巴迪人提供正式公民身份，提供再培訓和替代就業計劃，並向貧困家庭提供補助金。儘管有立法，社會對巴迪人的歧視仍在繼續。巴迪的活動家指責因為傳統，腐敗和尼泊爾政府的偏離，所以情況沒有變化。
巴迪現在仍然是尼泊爾西部山區最低等級的不可接觸的種姓，正統的印度教的規則要求高種姓(巴洪、塔庫里、切特里)不能讓巴迪進入他們的住處，接受他們的水或食物，使用同樣的村莊泵，或甚至刷他們， 雖然高種姓的男人被允許與巴迪妓女做愛。一位巴迪妓女說：“多年來，我一直以為成為妓女是我的命運。” “現在我意識到這個系統不是上帝創造的，它是人為創造的。